# Łada (imię)
Łada – jednoczłonowy antroponim męski pochodzenia słowiańskiego o charakterze przezwiskowym, od *lada – "porządek, rządność". 